# Theridion albulum
Theridion albulum är en spindelart som beskrevs av O. Pickard-Cambridge 1898. Theridion albulum ingår i släktet Theridion och familjen klotspindlar.
Artens utbredningsområde är Panama. Inga underarter finns listade i Catalogue of Life.